# Автомагістраль A13 (Литва)
Автомагістраль A13 — шосе в Литві, з'єднує Клайпеду з латвійським кордоном біля Бутінґе. Звідти дорога продовжується до Лієпаї як A11. Довжина дороги 45,15 км.
Ділянка між розв’язкою Яакай (A1) і розв’язкою Паланга (A11) є двопроїзною. Ділянку між розв’язкою з 168 і Палангою планується переобладнати на швидкісну дорогу з обмеженим доступом із стандартним обмеженням швидкості 120 км/год. Від перехрестя A11 до кордону з Латвією дорога продовжується як звичайна 1+1.
Цей маршрут є частиною міжнародної мережі доріг E, маршруту E272.

## Дивись також
- Транспорт Литви